# 露の眞
露の眞（つゆのまこと、1986年10月17日 - ）は、日本の上方噺家。露の都事務所所属。本名は山﨑亜弥。上方落語協会会員。三重県志摩市出身。

## 来歴
志摩郡浜島町（現：志摩市）出身。三重県の皇學館高等学校卒業後、京都産業大学へ進学。3回生の時に入門志願し、2008年（平成20年）4月23日、露の都に入門。二番弟子。
2017年に姉弟子である露の雅が急逝し(自宅で倒れている所を眞に発見されたとされている)、事実上では筆頭となる。

## 人物
- どじょうすくい踊りを習っており、落語の後に踊ることがある。安来節全国優勝大会で優勝経験を持つ。2017年安来節どじょうすくい踊りの師範免許取得。
- 男性のような風貌、男着物で高座に上がっているがこれは「落語のためではなく自分らしくあるため」と明言している。また、自身がクエスチョニング (セクシャリティおよびジェンダー)である事もブログで言及している。